# Euxoa oberfoelli
Euxoa oberfoelli är en fjärilsart som beskrevs av David F. Hardwick 1973. Euxoa oberfoelli ingår i släktet Euxoa och familjen nattflyn. Inga underarter finns listade i Catalogue of Life.